# The Fisherman's Granddaughter
Pour plus de détails, voir Fiche technique et Distribution.
The Fisherman's Granddaughter est un film muet américain réalisé par Sidney Olcott et produit par la Kalem Company, sorti en 1910.

## Fiche technique
- Titre original : The Fisherman's Granddaughter
- Réalisateur : Sidney Olcott
- Scénario :
- Photographie :
- Montage :
- Société de production : Kalem Company
- Société de distribution : Kalem Company
- Pays d'origine :  États-Unis
- Lieu de tournage : Jacksonville (Floride)
- Format : Noir et blanc — 35 mm — 1,33:1 — Muet
- Métrage : 290 mètres (1 bobine)
- Genre : Film dramatique
- Durée : 9 minutes et 40 secondes
- Date de sortie :
  - États-Unis : 16 février 1910 (New York)

### À noter
- Le film est tourné à Jacksonville en Floride où la Kalem Company a installé un studio.